# Encyosaccus sexmaculatus
Encyosaccus sexmaculatus Simon, 1895 è un ragno appartenente alla famiglia Araneidae.
È l'unica specie nota del genere Encyosaccus.

## Caratteristiche
Non è facile discriminare la sottofamiglia di appartenenza di questo genere a causa dei seguenti caratteri:
- Il femore allungato del quarto paio di zampe è una sinapomorfia con Hypognatha Guérin, 1839, Xylethrus Simon, 1895, Gasteracantha Sundevall, 1833, Micrathena Sundevall, 1833 e Pronous Keyserling, 1881[1]
- Il cefalotorace di forma quadrata e l'assenza di apofisi terminale nei pedipalpi è una sinapomorfia con Gasteracantha[1].
- L'opistosoma, più largo che lungo, è un'autapomorfia di Encyosaccus[1].

## Distribuzione
La specie è stata rinvenuta nell'America meridionale: Colombia, Perù, Ecuador e Brasile.

## Tassonomia
Dal 2002 non sono stati esaminati altri esemplari, né sono state descritte sottospecie al 2014.